# Tannenberg-Denkmal

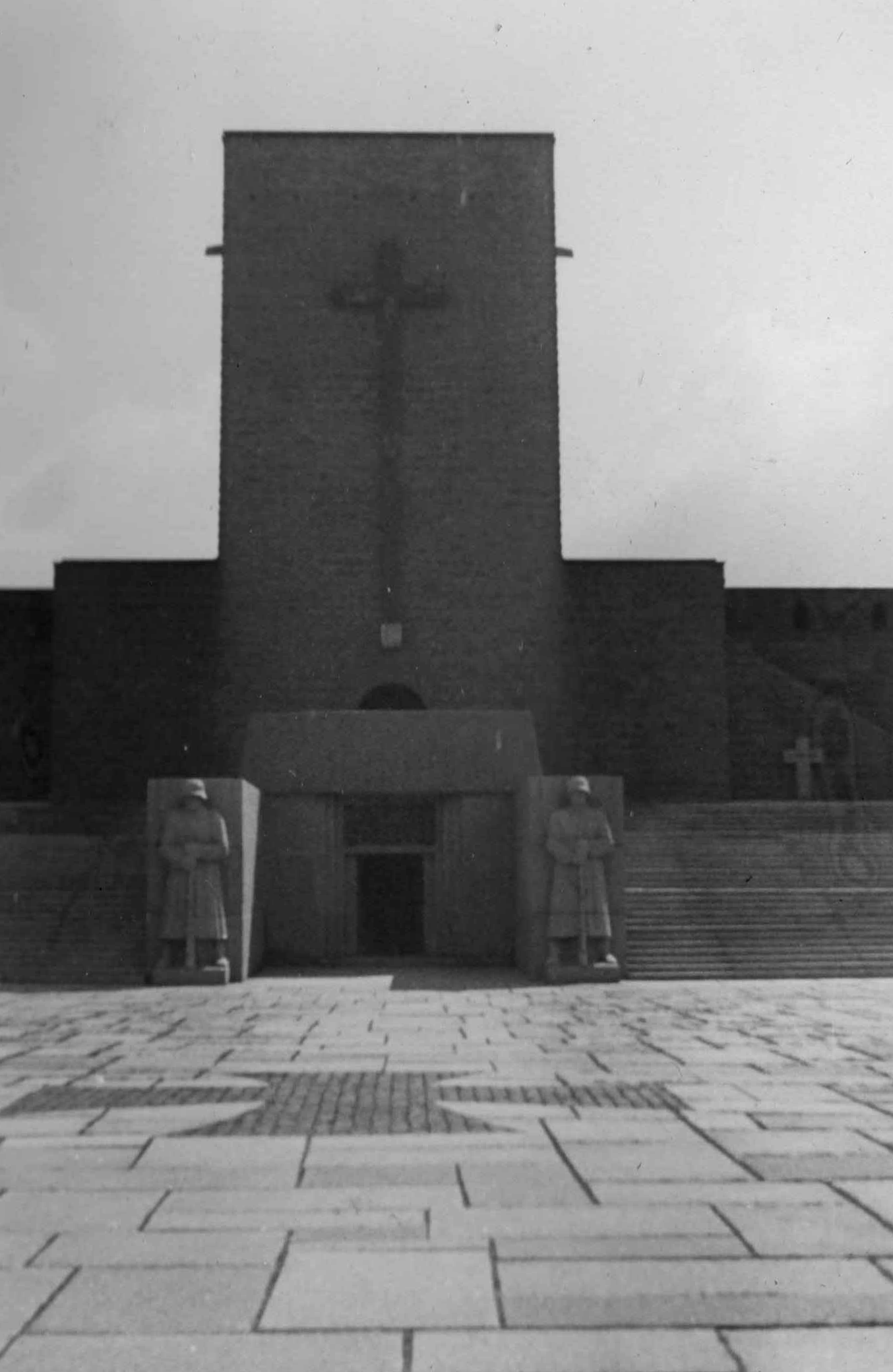
Tannenberg-Denkmal Juni 1940

Das Tannenberg-Denkmal (offiziell Tannenberg-Nationaldenkmal, ab 1935 Reichsehrenmal Tannenberg) wurde von 1924 bis 1927 bei Hohenstein in der Provinz Ostpreußen errichtet. Es erinnerte an die Schlacht bei Tannenberg 1410 während des Polnisch-Litauisch-Deutschen Krieges, die Tannenbergschlacht im August 1914 und die Schlacht an den Masurischen Seen im September 1914. Pioniere der Wehrmacht sprengten das Denkmal im Januar 1945 vor der anrückenden Roten Armee. Von 1934 bis 1945 standen die Särge Paul von Hindenburgs und seiner Frau Gertrud in einer Gruft im Hindenburgturm des Denkmals.

## Benennung und Ort

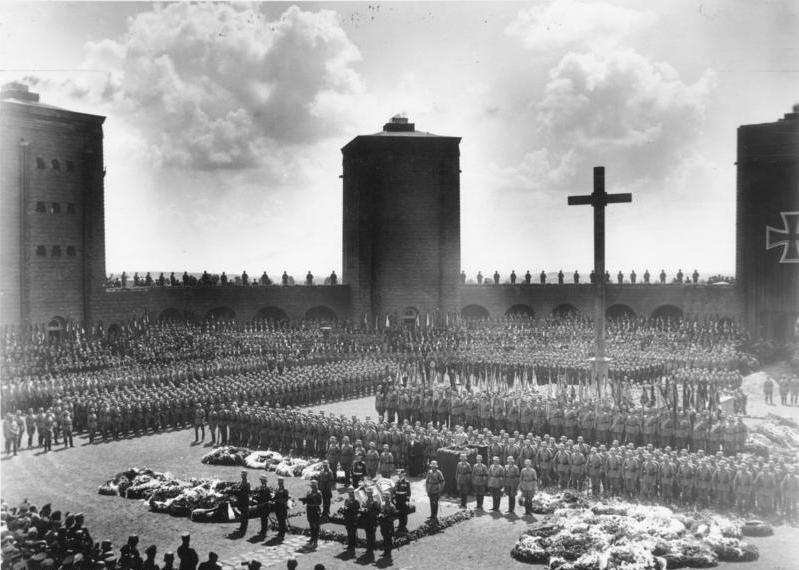
Trauerfeier für Reichspräsident Paul von Hindenburg am 7. August 1934

Die Erste Schlacht bei Tannenberg, im Polnischen Schlacht bei Grunwald (Bitwa pod Grunwaldem) genannt, wurde 1410 zwischen dem Deutschen Orden und der Polnisch-Litauischen Union bei Grünfelde (heute Grunwald), einem Dorf zwischen Tannenberg (Stębark) und Ludwigsdorf (Łodwigowo), geschlagen. Die nächstgelegene Stadt war Gilgenburg (Dąbrówno). Die Geschichtsschreibung des Deutschen Ordens nannte die Schlacht schlicht grossen streyth, den „großen Streit“. In Banderia Prutenorum und den Annales, mehrere Jahrzehnte später von Jan Długosz verfasst, wird die Schlacht in Latein nicht als Schlacht von Grünfelde, sondern als Schlacht von Grunwald bezeichnet. Die Benennung Grunwald hatte Długosz fälschlicherweise der in lateinischen Urkunden verwendeten Ortsbezeichnung Grunenvelt entlehnt. Długosz war es jedoch auch, der die Ritter des Deutschen Ordens rückwirkend als Preußen bezeichnete und damit den historischen Brückenschlag zwischen dem Ordensstaat und dem Preußischen Königreich für die polnische Geschichtsschreibung legte. Der im Litauischen verwendete Name Žalgiris, abgewandelt von žalia giria („Grüner Wald“), ist eine schlichte Übersetzung der Ortsbezeichnung Grunwald. Nach Ende des Zweiten Weltkrieges kam Grünfelde zu Polen und wurde mit Verweis auf die Schlachtenbenennung im Polnischen in Grunwald umbenannt. Deutschsprachige Publikationen verwenden den Namen Tannenberg, bei Übersetzung in slawische Sprachen kommt Grunwald zum Zuge, oder es werden gleich drei Namen aufgelistet.
Die Zweite Schlacht bei Tannenberg war eine Schlacht des Ersten Weltkrieges, die in der Gegend südlich von Allenstein (Olsztyn) in der Provinz Ostpreußen stattfand. Dabei handelte es sich um eine Kesselschlacht, die ein sehr weites Territorium mit einbezog. Der Ring des Kessels zog sich kurz vor der Kapitulation der russischen 2. Armee über die Ortschaften Hohenstein (Olsztynek), Neidenburg (Nidzica), Willenberg (Wielbark), Ortelsburg (Szczytno) und Passenheim (Pasym). Der Ort der historischen Tannenberg-Schlacht, von Hohenstein ca. 14 Kilometer entfernt, lag in der Endphase außerhalb des Geschehens, war aber anfangs mit einbezogen. Hindenburg selbst sprach in seiner an die deutsche 8. Armee gerichteten Ansprache von den Gefechten zwischen Allenstein und Neidenburg. Auch im kaiserlichen Glückwunschtelegramm wurde die Bezeichnung Schlacht bei Allenstein genutzt. Nachträglich wurde auf Initiative Hindenburgs und unter Mitwirkung Erich Ludendorffs und Max Hoffmanns jedoch die Bezeichnung Schlacht bei Tannenberg propagiert, um die Niederlage der Ritter des Deutschen Ordens gegen die Polnisch-Litauische Union 1410 überstrahlen zu lassen.

## Grunwald- bzw. Tannenbergmythos

Die Schlacht bei Grunwald (Historiengemälde von Jan Matejko)

Der Grunwaldmythos, der nach der Reichsgründung von 1871 einen enormen Bedeutungsgewinn erfuhr, wurde zu einem beliebten Sujet der polnischen Malerei und Literatur. In Deutschland wurde der Tannenbergmythos als Gegenbewegung beim Sieg über die russischen Truppen im August 1914 mit der Schlacht von 1410 verknüpft. Der Sieg von 1914 spielte eine wichtige Rolle im Hindenburgkult und das Nationaldenkmal Tannenberg wurde zum Ort großer deutschnationaler und nationalsozialistischer Feiern.
Das erste Mal wurde Grunwald in der Literatur wie Adam Mickiewicz’ Versepos Konrad Wallenrod (1828) als historisches Sujet genutzt, um Kritik an der aktuellen russischen Politik in ein unverdächtiges historisches Gewand zu kleiden. Mickiewicz verlegte den aktuellen polnisch-russischen Konflikt ins Mittelalter, verwandelte die Russen in deutsche Ordensritter und umging damit die russische Zensur.
Karol Szajnochas Geschichtserzählung Jadwiga i Jagiełło, die auf Jan Długosz’ Annalen beruhte, wie auch das erste Buch über die Krzyżacy (Kreuzritter) von Józef Ignacy Kraszewski aus dem Jahr 1874 dämonisierte die Ordensritter. Als sich im Bismarckschen Kulturkampf der Druck auf die katholische Kirche und die polnische Sprache erhöhte, war die Rückbesinnung auf Grunwald naheliegend. Der Maler Jan Matejko und der Schriftsteller Henryk Sienkiewicz prägten den politischen Mythos entscheidend. Matejko zieht den Zuschauer in das Kampfgeschehen hinein. Nach eigenem Bekunden hatte Matejko das Gemälde „mit Wut“ auf die deutsche Polenpolitik gemalt. Die Bevölkerung nahm das Gemälde an, während die professionelle Kunstkritik die Komposition kritisierte. Das Gemälde inspirierte den späteren Literaturnobelpreisträger Henryk Sienkiewicz zu seinem patriotischen Roman Krzyżacy. Sienkiewicz schilderte die Auseinandersetzung zwischen polnischer Krone und den Ordensrittern als Kampf zwischen Gut und Böse und zog eine direkte Linie zum polnisch-deutschen Kulturkampf in der Provinz Posen. Der Roman war ein großer internationaler Erfolg und wurde in viele Sprachen übersetzt.
Erstmals wurde der Jahrestag der Grunwaldschlacht im Jahre 1902 als Nationalfest begangen. Die Organisatoren in Galizien reagierten damit auf die Verschärfung des polnisch-deutschen Konflikts, den Wreschener Schulstreik von 1901, die darauf folgenden Prozesse und die antipolnische Rede Kaiser Wilhelms II. auf dem Johanniterfest auf der Marienburg 1902. Höhepunkt der Grunwaldbegeisterung war aber der 500. Jahrestag der Schlacht im Jahre 1910, der in Krakau stellvertretend für alle Teilungsgebiete begangen wurde. 150.000 Besucher nahmen an den dreitägigen Feiern teil.
Im protestantischen Preußen wurde dagegen der Deutsche Orden bis ins 19. Jahrhundert hinein kritisch betrachtet. Doch dann integrierte ihn Heinrich von Treitschke in die preußische Tradition als Verkörperung der deutschen „Mission im Osten“ und als Beleg einer „deutschen Kulturträgerrolle“. Die polnischen Feiern wurden im Deutschen Reich aufmerksam beobachtet. Deutsche Historiker deuteten daraufhin Tannenberg als ehrenhafte und tragische Niederlage gegen einen heimtückischen Feind. Kennzeichnend dafür war die Inschrift des Jungingensteins, der 1901 für Ulrich von Jungingen auf dem Schlachtfeld aufgestellt wurde: „Im Kampf für deutsches Wesen, deutsches Recht starb hier der Hochmeister Ulrich von Jungingen am 15. Juli 1410 den Heldentod“.

## Errichtung

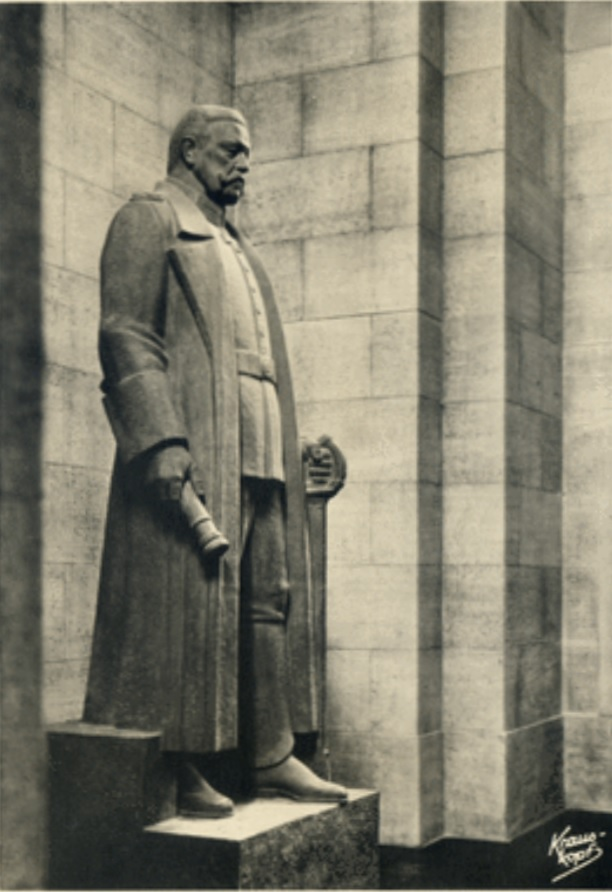
1935 errichtetes Standbild im Hindenburg-Turm des Tannenberg-Denkmals

Der zehn Tonnen schwere Gedenkstein, der den Namen des damals gefallenen Hochmeisters Ulrich von Jungingen trägt, ist heute noch vorhanden. Allerdings wurde er nach 1945 durch Polen mit der Vorderseite nach unten gestürzt, sodass die deutsche Inschrift nicht mehr lesbar ist.

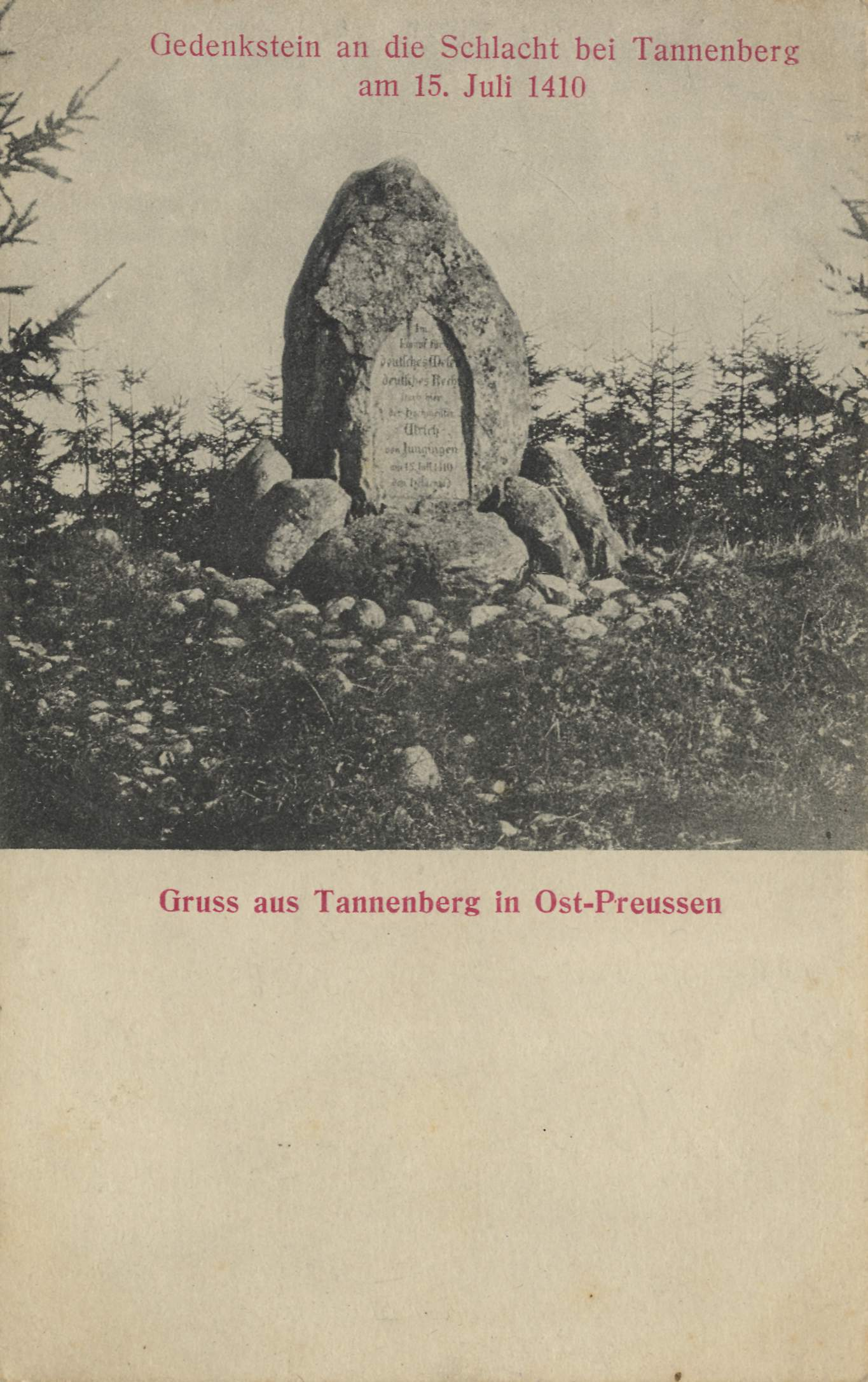
Der Jungingenstein wurde 1901 zum Andenken an den 1410 gefallenen Hochmeister Ulrich von Jungingen errichtet. Er befindet sich heute auf der Gedenkstätte Grunwald.

 Zum fünften Jahrestag der Schlacht schlug der Bund der Veteranen der Provinz Ostpreußen vor, am Ort der Schlacht ein Denkmal zu bauen und die Gefallenen dort zu ehren. Das Schlachtfeld war schließlich das einzige des Weltkrieges, das innerhalb des Reichsgebietes lag. Für die ostpreußische Bevölkerung war dies immer der Ort, an dem der russische Vormarsch nach der deutschen Kriegserklärung vom 1. August 1914, der gewaltige Flüchtlingsströme verursachte und empfindliche Kollateralschäden nach sich zog, gestoppt wurde. Somit war dies der Ort der Rettung des Vaterlandes. Am 31. August 1924 fand die feierliche Grundsteinlegung in Hohenstein statt, an der neben Hindenburg und Ludendorff insgesamt 60.000 Menschen teilnahmen, die meisten Veteranen der nun genau zehn Jahre zurückliegenden Schlacht. Hindenburg begleitete seine zeremoniellen Hammerschläge auf den Grundstein mit dem „Hammerspruch“

„Den Gefallenen zum ehrenden Gedächtnis, den Lebenden zu ernster Mahnung, den kommenden Geschlechtern zur Nacheiferung“

der im Wesentlichen der Inschrift des Nationaldenkmals auf dem Berliner Kreuzberg von 1821 entspricht.
Der Entwurf (Titel: „Gode Wind“) dieses größten deutschen Kriegsdenkmals stammte von den Berliner Architekten Walter und Johannes Krüger. Sie hatten beim Wettbewerb 1925 unter 385 Einsendungen den ersten Preis errungen. Die Architektur sollte an das neolithische Stonehenge und an das mittelalterliche, oktogonale Castel del Monte erinnern. Die Anlage ist im Grundriss oktogonal, wobei sich jeweils in der Mitte der acht Ringmauerabschnitte ein 20 Meter hoher rechteckiger Turm aus roten Backsteinen erhebt.
Diesen Türme, entgegen dem Uhrzeigersinn von 1 bis 8 nummeriert, wurden verschiedene heroisierende Symbolfunktionen zugeordnet:
1. Eingangsturm, Aufenthaltsraum der Ehrenwache der Wehrmacht am Sarg Hindenburgs, Verwaltungshaus des Denkmals. An ihm hing eine bronzene Ehrentafel mit den Worten der Einweihungsrede von Hindenburg.
2. Weltkriegsturm. In ihm stand vom 7. August bis zum 2. Oktober 1935 der Sarg Hindenburgs.
3. Ostpreußenturm, diente der Darstellung der Wehrgeschichte Ostpreußens von der Frühzeit bis zum Nationalsozialismus.
4. Fahnenturm, in ihm waren alle Fahnen der deutschen Regimenter, die bei Tannenberg gekämpft hatten, ausgestellt. In der Decke befand sich ein Lichtdurchlass in Form eines Eisernen Kreuzes.
5. Hindenburgturm. In diesem Turm, der keine Zwischendecken besaß, befand sich eine 4 Meter hohe Hindenburg-Statue und später auch die Hindenburg-Gruft. Er stand gegenüber dem Einlass.
6. Soldatenturm diente der besonderen Ehrung des deutschen Kämpfers und zugleich als Aussichtsplattform.
7. Weiheturm, den Opfern des Weltkrieges gewidmet.
8. Feldherrenturm. Im ihm waren Bronzebüsten der Befehlshaber der selbstständigen Truppenverbände in der Tannenbergschlacht aufgestellt.
Für die vierzehn Städtesteine, die die Wappen der im Ersten Weltkrieg beschädigten ostpreußischen Städte zeigten, wurde farbiger Granit verwendet. Zwischen dem Denkmal und dem Ort Hohenstein wurde ein 7,5 Hektar großer Denkmalpark angelegt. Die eigentliche Gedenkstätte bestand ursprünglich aus der im Inneren des Denkmals unter einem Grabhügel mit hohem Kreuz befindlichen Ruhestätte für zwanzig unbekannte Soldaten. Sie kompensierte teilweise das Fehlen eines zentralen Grabmals des unbekannten Soldaten in Deutschland.

## Tannenberg-Nationaldenkmal
Am 18. September 1927 weihte der fast achtzigjährige, seit Mai 1925 als Reichspräsident amtierende Paul von Hindenburg das Denkmal ein. Es war als Sammlungspunkt konzipiert worden. Massenveranstaltungen sollten im Denkmal abgehalten werden können, wobei sich alles um das Kreuz scharen würde, welches in der Hofmitte über den Soldatengräbern errichtet worden war. Diesem Versammlungsgedanken Rechnung tragend, waren auch in den Türmen 1, 3, 5 und 7 große Torbögen eingelassen.
Das Denkmal war den Himmelsrichtungen entsprechend ausgerichtet. Das Eingangstor Tor 1 lag im Norden, die anderen entsprechend im Westen, Süden und Osten. Die vier Wege – aus den Himmelsrichtungen der Tore kommend – kreuzten sich in der Mitte des Innenhofes, auf dem das erwähnte Kreuz errichtet war. Aber auch andere Veranstaltungen sollten nun im Geist Tannenbergs stattfinden. Insbesondere die Jugend sollte in diesem Geist erzogen werden. Dafür wurde zeitgleich mit dem Bau des Denkmals im Süden ein Sportplatz angelegt. In der ausschließlich durch Spenden finanzierten monumentalen Denkmalanlage hielt Hindenburg eine Rede, die in Auszügen in Messing am rechten Eingangstor angebracht wurde:

„Die Anklage, dass Deutschland schuld sei an diesem Kriege, weisen wir, weist das deutsche Volk in allen seinen Schichten einmütig zurück! Nicht Neid, Haß oder Eroberungslust gaben uns die Waffen in die Hand. Der Krieg war uns vielmehr das äußerste, mit dem schwersten Opfer verbundene Mittel der Selbstbehauptung einer Welt von Feinden gegenüber. Reinen Herzens sind wir zur Verteidigung des Vaterlandes ausgezogen und mit reinen Händen hat das deutsche Heer das Schwert geführt. Deutschland ist jederzeit bereit, dies vor unparteilichen Richtern nachzuweisen. In den zahllosen Gräbern, welche Zeichen deutschen Heldentums sind, ruhen ohne Unterschied Männer aller Parteifärbungen. Sie waren damals einig in der Liebe und in der Treue zum gemeinsamen Vaterlande. Darum möge an diesem Erinnerungsmale stets innerer Hader zerschellen; es sei eine Stätte, an der sich alle die Hand reichen, welche die Liebe zum Vaterlande beseelt und denen die deutsche Ehre über alles geht!“

## Reichsehrenmal Tannenberg

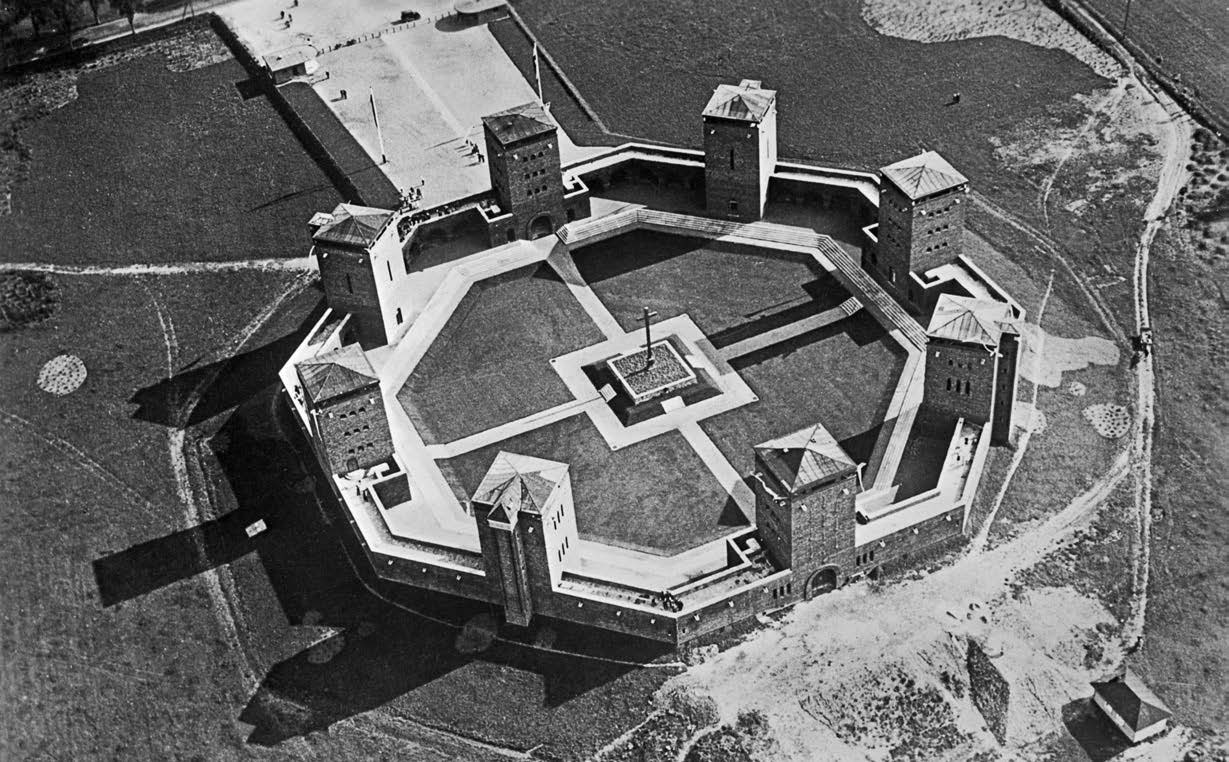
Tannenberg-Denkmal, Luftaufnahme um 1934.

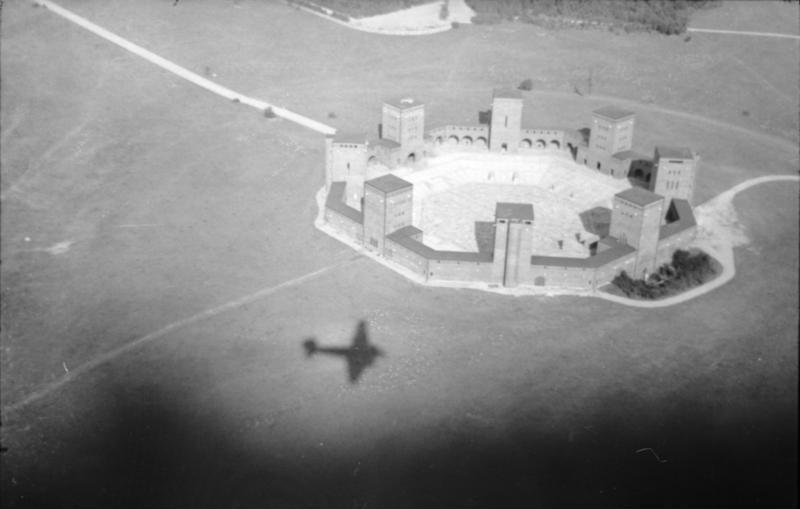
Das Reichsehrenmal nach der Umgestaltung (Zustand im Jahr 1944)

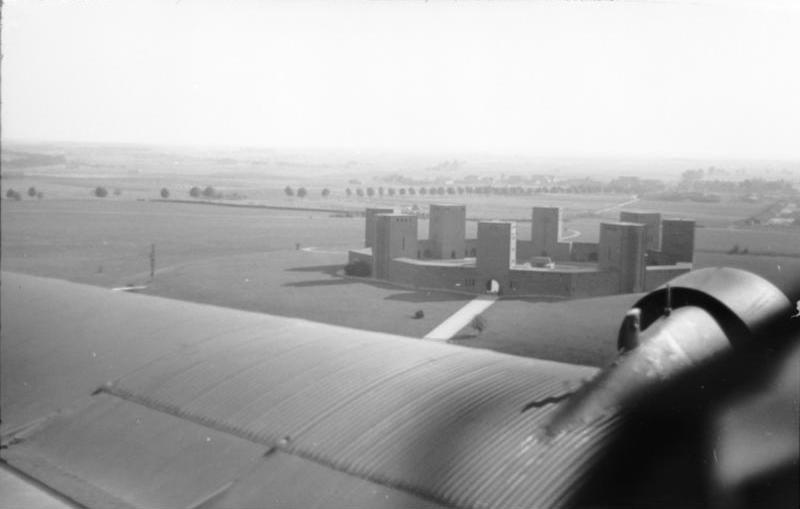
Das Reichsehrenmal nach der Umgestaltung (Zustand im Jahr 1944, seitliche Ansicht)

Das Tannenberg-Denkmal war ein patriotischer Ort und ein nationaler Sammelpunkt gegen die Folgen des Versailler Vertrages, die Ostpreußen besonders schwer betrafen. Durch die Einrichtung des polnischen Korridors war die Provinz vom übrigen Reich abgeschnitten und polnische Grenz- und Zollbeamte bemühten sich nach Kräften, durch besonders penible Kontrollen den neuen Zustand deutlich zu machen. Danzig war, entgegen dem Willen seiner Bevölkerung, zur „Freien Stadt“ unter polnischer Oberhoheit gemacht worden und die Grenze Ostpreußens zu Polen verlief an der Weichsel nicht, wie sonst international üblich, in der Flussmitte, sondern am rechten Ufer, so dass die dort lebenden Bewohner keinen Zutritt zum Fluss hatten, was allgemein als untragbar wahrgenommen wurde.
Im Nationalsozialismus entwickelte sich eine Um- und Weiterdeutung. Das zentrale Kreuz wurde entfernt. Die Reichsstraße 130 von Hohenstein nach Osterode, von der aus bislang ein bequemer Zugang möglich war, wurde im Bereich des Denkmals unterbrochen, durch eine Umgehungsstraße um Hohenstein herum ersetzt und der Zugangsweg bis zu dieser neuen Straße verlängert, wodurch die Besucher gezwungen waren, einen langen schnurgeraden Fußweg zum Denkmal zurückzulegen, der durch das Eingangstor direkt auf die Hindenburggruft zusteuerte – zum Totenkult des Dritten Reiches. Hindenburg wurde Teil des opferhaften Totenkults und der fatalistischen Nibelungentreue. Der Feldherr Hindenburg wurde vom „Helden von Tannenberg“ zum nationalsozialistischen Mythos gesteigert, der im Trauerakt um ihn am 7. August 1934 seinen Kulminationspunkt erreichte. Hindenburgs Sarg wurde – gegen seinen ausdrücklichen eigenen Willen und den seiner Angehörigen – nach den Trauerfeierlichkeiten vorerst im zweiten Turm aufgebahrt. In der Zwischenzeit erarbeiteten Walter und Johannes Krüger die Pläne zur Umgestaltung des Denkmals zum Reichsehrenmal, in deren Zuge von Mitte 1934 bis Mitte 1935 die Hindenburggruft entstand. Dazu wurde der Grabhügel der unbekannten Soldaten in der Hofmitte beseitigt, das Kreuz am Hindenburgturm angebracht, die Toten in die Seitenkammern der Gruft umgebettet und der Ehrenhof zweieinhalb Meter tiefergelegt. Die Türme erhielten eine neue Bedachung, die dem Denkmal mehr den Charakter einer Festung gab. Am 2. Oktober 1935, dem Geburtstag Hindenburgs, erfolgte schließlich die Beisetzung des Reichspräsidenten Hindenburg zusammen mit seiner 1921 verstorbenen Ehefrau Gertrud in der neuen Gruft. An diesem Tage wurde das Denkmal auf Anweisung von Adolf Hitler offiziell vom Tannenberg-Nationaldenkmal zum Reichsehrenmal Tannenberg erhoben. Über dem Gruftraum befand sich die Hindenburg-Ehrenhalle. Die Halle wurde beherrscht von einem vier Meter hohen Porphyr-Standbild des Marschalls, das der Bildhauer Friedrich Bagdons geschaffen hatte. Die kirchlichen Fensterbilder erhöhten die sakrale Wirkung. Den gleichen Zweck dürfte die ewige Ehrenwache vor der Gruft bewirkt haben. Bezeichnend für die neue Interpretation war das Epitaph an der Eingangstür zum Hindenburgturm, ein Zitat von Hindenburg: „Massgebend in meinem Leben und Tun war für mich nicht der Beifall der Welt, sondern die eigene Überzeugung, die Pflicht und das Gewissen bis zu meinem letzten Atemzuge wird die Wiedergeburt Deutschlands meine einzige Sorge der Inhalt meines Bangens und Betens sein.“ Dabei ist das Zitat seines Kontextes entrissen und irreführend in der Kombination zusammengestellt. Das Original war eine Rechtfertigung: „Als Mensch habe ich gedacht, gehandelt und geirrt. Maßgebend in meinem Leben und Tun war für mich nicht der Beifall der Welt, sondern die eigene Überzeugung, die Pflicht und das Gewissen.“ Sein religiöses Bekenntnis zur treuen Pflichterfüllung wurde von den Zeitgenossen im nationalsozialistischen Sinn entfremdend missbraucht: „So leuchten uns die Lebenssätze des großen Deutschen entgegen von der gewaltigen Bronzetür der Gedächtnishalle im Hindenburgturm. Und da steht die Gestalt des Feldherrn nun, von des Künstlers Händen in ein gewaltiges Denkmal aus mattem Porphyr gebannt. So, wie er in der Seele des Volkes seit dieser einzigartigen Schlacht schon immer gelebt hat: Gewaltig, hoch, alles Menschliche überragend, mythisch. Er ist die geruhigte Kraft, die wie ein Felsen im Strudel der Zeit steht, der die Krise, welche auch die Tannenbergschlacht hatte, mit dieser tiefen inneren Ruhe überwand, wie er alle Krisen überwunden hat.“

## Tannenbergfahrt
In den zwanziger und dreißiger Jahren des 20. Jahrhunderts galt die Tannenbergfahrt als verbindlicher Bestandteil einer offiziellen Ostpreußenreise. Sie beinhaltete den Besuch des Tannenbergdenkmals – verbunden mit dem Besuch des Abstimmungsdenkmals, des Feldherrnhügels in Frögenau, des Samsonow-Steins und zumindest eines der vielen verstreuten Ehrenfriedhöfe. Der größte Ehrenfriedhof für die in der Schlacht bei Tannenberg gefallenen Soldaten war der Soldatenfriedhof in Waplitz mit 433 deutschen und 203 russischen Gefallenen.

## Ende

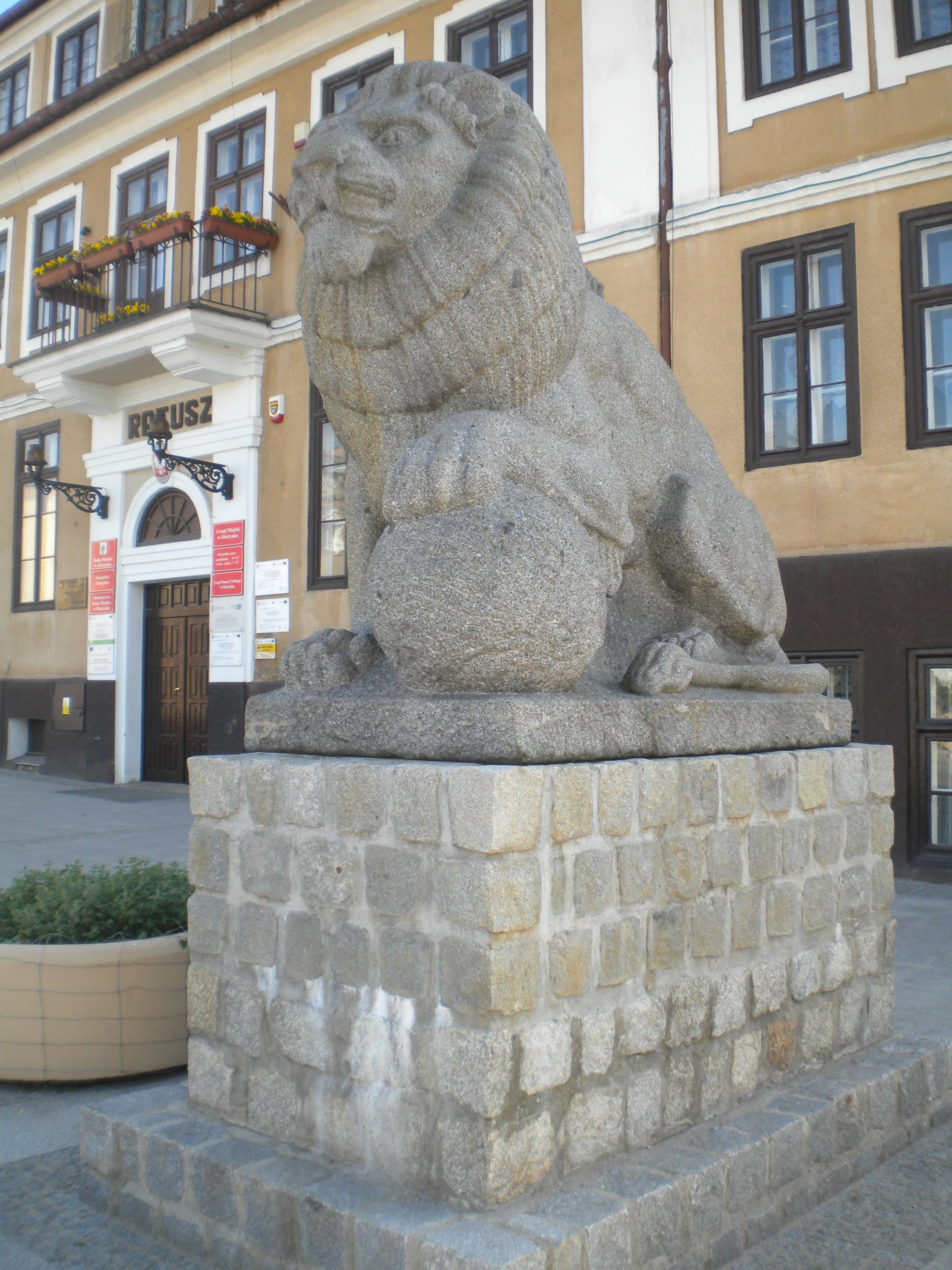
Das Löwenbildnis in Olsztynek/Hohenstein

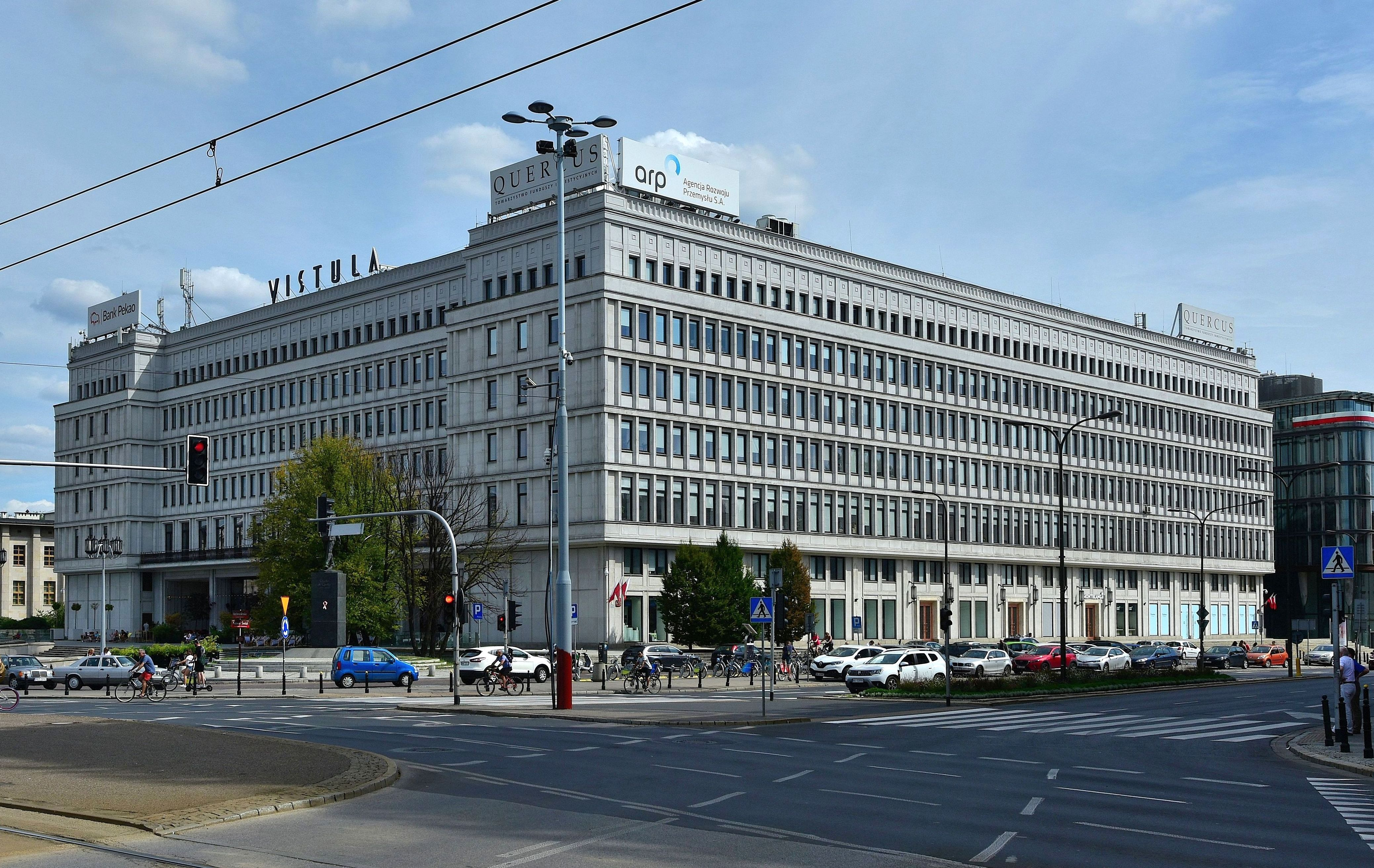
Die aus den Steinen des Denkmals errichtete ehemalige Zentrale der Polnischen Vereinigten Arbeiterpartei

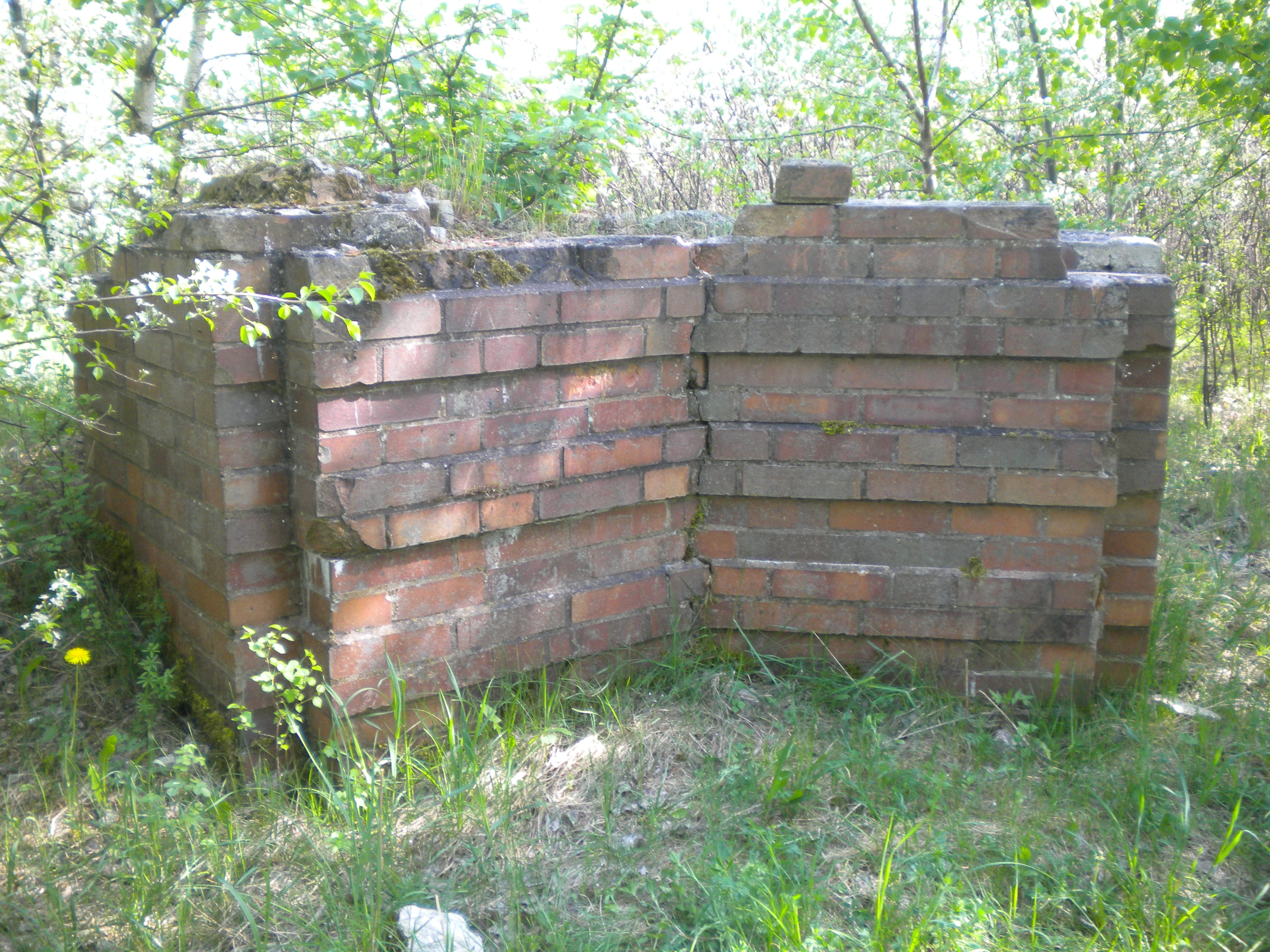
Reste des Denkmals auf dem Gelände des ehemaligen Standorts in Olsztynek/Hohenstein

Nach der Befreiung Warschaus durch Truppen der Roten Armee und der Polnischen Oststreitkräfte setzten diese ihre Offensive im Januar 1945 nach Norden fort und schnitten Ostpreußen vom Deutschen Reich ab. Während der folgenden Kämpfe um Ostpreußen wurde das Denkmal beim Rückzug der deutschen Truppen auf Befehl Hitlers teilweise gesprengt. Der Befehl zur Sprengung erreichte den Kommandeur der 299. Infanteriedivision, Oberst Karl Göbel, am Morgen des 21. Januar 1945. Da keine Pioniersprengmittel vorhanden waren, erfolgte am gleichen Tag die Sprengung der Hindenburg-Gruft mit Tellerminen. Mit neu herangebrachten Pioniersprengmitteln erfolgte abends schließlich die Sprengung des Haupt- und des Eingangsturmes. Mit weiteren 30 Tonnen Munition wurde am 22. Januar die Zerstörung fortgesetzt. Eine vollständige Sprengung erfolgte, bedingt durch die weiteren Kriegs- und Kampfhandlungen, nicht mehr. Die entnommenen Särge von Hindenburg und seiner Frau wurden über Königsberg in ein thüringisches Salzbergwerk in Merkers in Sicherheit gebracht. Die US-Armee, die Thüringen und weite Teile Sachsens eroberte, überführte sie – zusammen mit den Särgen der Preußenkönige und anderen vorgefundenen Kunstwerken – nach Westdeutschland. Sie ruhen heute in der Elisabethkirche in Marburg. Vollständig abgetragen wurde das Denkmal in den Jahren 1952/53 durch polnische Pioniere. Die dabei teilweise gewonnenen Materialien kamen unter anderem beim Bau des Gebäudes des Zentralkomitees der Polnischen Vereinigten Arbeiterpartei zum Einsatz, das nach 1989 zum Warschauer Finanzzentrum umfunktioniert wurde. Erhalten blieb vom Denkmal lediglich ein von Michelangelo Pietrobelli angefertigtes Löwenbildnis, das etwa 300 Meter vor den Denkmalgebäuden stand und ursprünglich auf einer 8 Meter hohen Pyramide aus Feldsteinen platziert war. Es war den Gefallenen des 2. Masurischen Infanterie-Regiments Nr. 147, Hindenburgs-Leibregiment aus der Winterschlacht in Masuren, gewidmet. Am 20. Mai 1993 wurde der Löwe, der sich fast fünfzig Jahre auf einem sowjetischen Kasernengelände befand, vor dem Rathaus von Olsztynek auf einem Sockel aufgestellt.